# San Luis (Kolumbia)
San Luis – miasto w Kolumbii, w departamencie Antioquia.